# Agència Catalana de Consum
L'Agència Catalana de Consum és un organisme autònom de la Generalitat de Catalunya adscrit al Departament d'Empresa i Coneixement, creat mitjançant la Llei 9/2004, de 24 de desembre. Com a tal, tenen personalitat jurídica pròpia, autonomia administrativa i plena capacitat per complir totes les competències en matèria de consum que té assignades la Generalitat de Catalunya.
Posen a disposició de tots els agents implicats en l'àmbit del consum i a tota la ciutadania en general aquest web, amb l'objectiu que esdevingui una eina útil i eficaç de comunicació i d'informació.
Des d'octubre de 2024 el seu director és Isidor García Sánchez.